# 高気圧ボーイ
『高気圧ボーイ』（こうきあつボーイ）は、1998年7月2日に日本のコナミから発売されたゲームボーイ用カードバトルゲーム。
主人公の高気圧ボーイが、クーデターを起こした低気圧軍を倒す事を目的とした内容。敵味方でカードを出し合い気圧 (hPa)の数値によって勝敗を決める。
ゲーム企画は、テレビアニメ版『ポケットモンスター』のプロデューサーでもあるスタジオ旬の代表である吉川兆二が担当、後にPlayStation用ソフト『遊☆戯☆王 真デュエルモンスターズ 封印されし記憶』（1999年）を手掛けた下村聡、ゲーム・デザインは『遊☆戯☆王 真デュエルモンスターズ 封印されし記憶』を手掛けた山田信洋、音楽はゲームボーイ用ソフト『遊☆戯☆王デュエルモンスターズ』（1998年）を手掛けた神尾憲一が担当している。

## ゲーム内容
低気圧軍に支配された場所を高気圧軍が奪回しようと戦いに挑むストーリーである。ゲームに登場する用語が天気予報に関するものになっている事が特徴。
お互いにモンスターカードを出しあい、強化カードなどを使いながら、相手の気圧（hPa）を1000以上にしたら高気圧軍の勝利、1000未満ならば低気圧軍の勝利となる。五戦行い、三勝した方の勝利となる。味方が勝利した場合は相手の土地を奪うことができ、相手の陣地を奪うことによってストーリーは進んでゆく。
テレビ東京系バラエティ番組『おはスタ』（1997年 - ）とのタイアップも行われ、お天気キャラクターとして一時期、本作の主要キャラクターの「あめダス」が出演していた。
タイトルはかつてのANAのキャンペーンコピーであり、山下達郎の楽曲である「高気圧ガール」（1983年）のもじりといわれている。

## スタッフ
- シナリオ：吉川兆二
- キャラクター・デザイン：田中真二、坂本充子
- グラフィック：田中真二
- ゲーム・デザイン：山田信洋
- 音楽：神尾憲一
- スペシャル・サンクス：ライトリンク・ミュージック、きたがわなな、うさみりょう、福井博幸、ところみちこ、丸田昌哉、服部明美、中山克洋
- プロデューサー：下村聡
- エグゼクティブ・プロデューサー：北上一三

## 評価
ゲーム誌『ファミ通』の「クロスレビュー」では合計17点（満40点）となっている。